# Lipolyse
Lipolyse of vetverbranding is een fysiologisch proces dat plaatsvindt om energie op te wekken in het lichaam. Vetten (hetzij afkomstig uit voeding, hetzij opgeslagen in het lichaam) worden verbrand en omgezet in energie. Tijdens dit proces wordt triglyceride via hydrolyse eerst afgebroken tot een molecuul glycerol en drie vetzuurmoleculen. Vervolgens worden de vrijgekomen moleculen verbrand in de celademhaling.  
Lipolyse wordt beïnvloed door hormonen: het wordt  geremd door de werking van insuline en gestimuleerd door glucagon.
Het verbranden van een gram vet levert 38 kilojoule aan energie op, die gebruikt kan worden om het lichaam te verwarmen of voor spiercontractie. Andersom dienen er 38 kilojoule aan vet geconsumeerd te worden om een gram vet aan te komen. Wanneer te veel koolhydraten (suikers of zetmeel) of eiwitten gegeten worden, kan dit overschot ook omgezet worden in opgeslagen vet.
De stof fosfatidylcholine wordt bij  lipolyse-therapie onderhuids ingespoten om vet op te lossen.